# Dimyella starcki
Dimyella starcki är en musselart som beskrevs av Moore 1969. Dimyella starcki ingår i släktet Dimyella och familjen Dimyidae. Inga underarter finns listade i Catalogue of Life.